# Chłapowo
Chłapowo (deutsch Chlapau, Kreis Putzig/Neustadt; kaschubisch Chłapòwò) ist ein Dorf und Sołectwo (Schulzenamt) der Stadt-und-Land-Gemeinde Władysławowo im Powiat Pucki der Woiwodschaft Pommern in Polen.

## Geographie

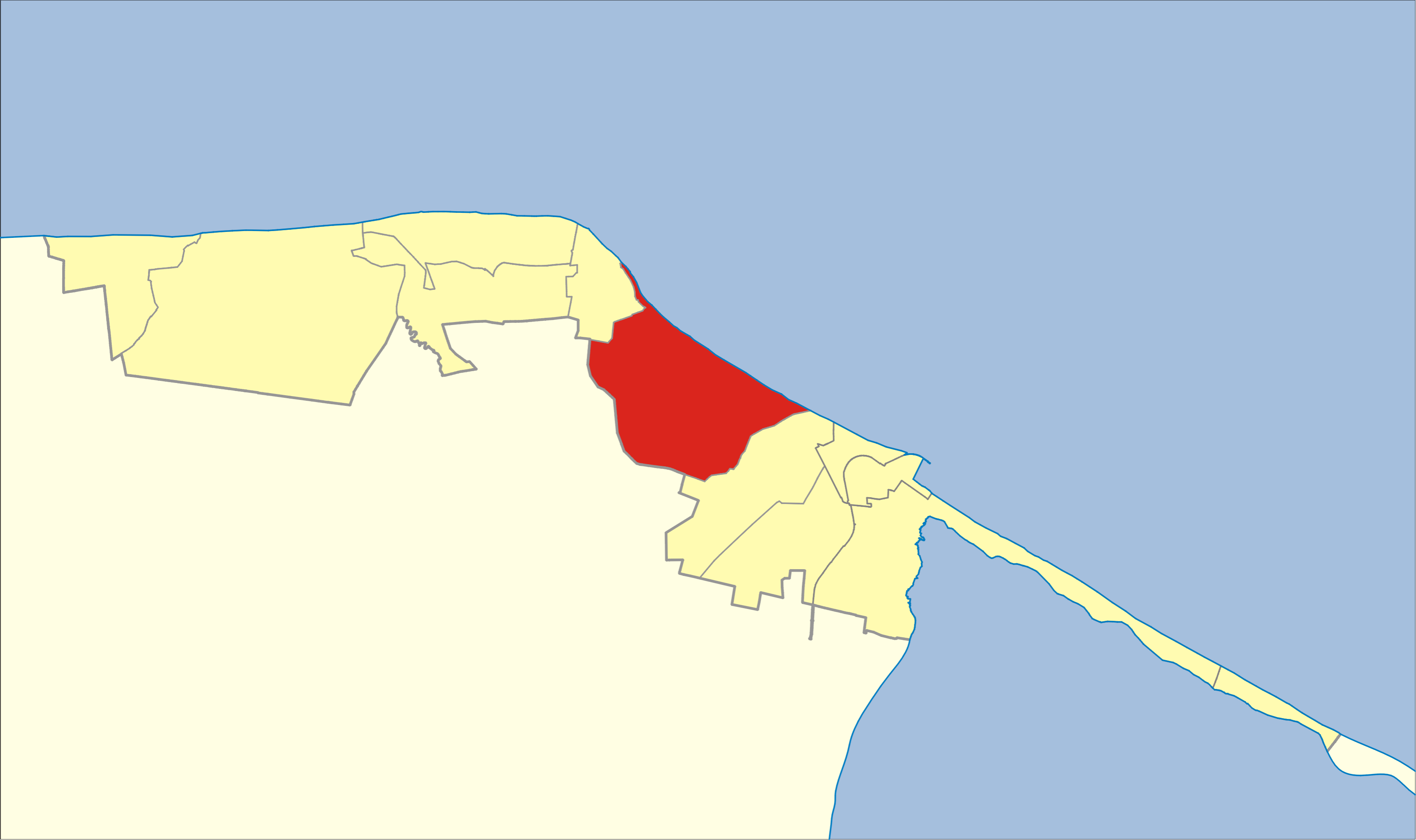
Lage von Chłapowo in der Gemeinde

Der Badeort liegt an der Ostsee in Pommerellen sowie Kaschubien und grenzt im Südosten an die Stadt Władysławowo (Großendorf). Er liegt zehn Kilometer nordwestlich der Stadt Puck (Putzig) und etwa 30 Kilometer nordwestlich von Gdynia (Gdingen). Weitere Nachbarorte sind Łebcz (Löbsch) sowie Strzelno (Strellin) im Südwesten, Mieroszyno (Miruschin) sowie Tupadły (Tupadel) im Westen und Jastrzębia Góra (Habichtsberg) sowie Rozewie (Rixhöft) im Nordwesten.
Die Zatoka Pucka (Putziger Wiek) und der Anfang der Halbinsel Hel (Hela) liegen fünf Kilometer südöstlich. Hel und das Gebiet der Küste gehören zum Nadmorski Park Krajobrazowy (Landschaftspark Küste). Auf Ortsgebiet liegt die geschützte Dolina Chłapowska mit einer Ausdehnung von 24,83 Hektar.

## Geschichte
Der Ort wurde 1359 erstmals als Rosehab, 1552 als Klappow oder Clappow, 1592 als Chlappau, 1772 sowie 1789 als Klapowa oder Chlappow und später als Chlapowo, Chłapowo oder Chlapau urkundlich genannt. Der Ort hieß ursprünglich Rixhöft (1359 Rosehab) und gehörte bis zum Zweiten Frieden von Thorn (1466) zum Deutschordensstaat. Komtur Wolfram von Baldersheim verlieh am 13. Juni 1359 dreißig Huben zu culmischen Recht in „Rosehab“ an die Getreuen des Ordens Hans Clukow und Matthias Cuniken. Zu besetzen war auch das Schultheißenamt, für das drei Freihuben und die üblichen Gerichtssporteln gewährt wurden. Die Dorfbewohner waren fünf Jahre zinsfrei, danach zinste jede Hube mit 14 Scot Pfennige und zwei Hühner. Der Bischof erhielt 1½ Vierdung als Zehnten. Um 1400 lagen zwei von 27 Huben wüst, ebenso der „Kretzem“, eine Hakenbude.
Die Region kam nach der Ersten Teilung Polens 1773 an das Königreich Preußen. Chlapau oder Chlapowo war 1783 ein „Königliches Dorf“ mit zwölf Feuerstellen im Kreis Dirschau und Justizkreis Stargard. Katholiken besuchten die Kirche in Schwarzau, Evangelische waren bis 1780 nach Bohlschau und danach nach Putzig eingepfarrt. Von 1887 bis 1919 gehörte der Ort zum Kreis Putzig (zuvor Kreis Neustadt in Westpreußen) in der Provinz Westpreußen des Deutschen Reichs. Er hatte den Status einer Landgemeinde im Amtsbezirk Schwarzau. Nach Ende des Ersten Weltkriegs wurde das Kreisgebiet mit Chlapau aufgrund der Bestimmungen des Versailler Vertrags, mit Wirkung vom 20. Januar 1920, an Polen abgetreten.
Als Teil des Polnischen Korridors gehörte Chłapowo zum Powiat Pucki und wurde am 1. Januar 1927 mit diesem in den Powiat morski eingegliedert. Durch den Überfall auf Polen 1939 kam das Gebiet des Korridors völkerrechtswidrig an das Reichsgebiet und wurde dem Reichsgau Danzig-Westpreußen zugeordnet. Am  25. Juni 1942 erfolgte eine Umbenennung in Klappau. Gegen Ende des Zweiten Weltkriegs besetzte im Frühjahr 1945 die Rote Armee das Kreisgebiet und übergab es an die Volksrepublik Polen. Die deutsche Minderheit wurde ausgewiesen.
In den Jahren von 1975 bis 1998 gehörte Chłapowo administrativ zur Woiwodschaft Danzig, der Powiat Pucki war in diesem Zeitraum aufgelöst. Das Dorf war von 1973 bis 2014 ein Stadtteil von Władysławowo. Zum 1. Januar 2015 erhielt Chłapowo den Status eines Schulzenamts der neu gebildeten Stadt-und-Land-Gemeinde Władysławowo.
Die Pfarrei wurde 1993 eingerichtet. Im folgenden Jahr wurde eine Kapelle und 2003 die moderne Pfarrkirche fertiggestellt.
Einwohnerzahlen:
- 1852: 257
- 1867: 296
- 1895: 400
- 1905: 393
- 1910: 422
- 2011: ca. 1200[6]
- 2016: 1264
- 2021: 1223[1]

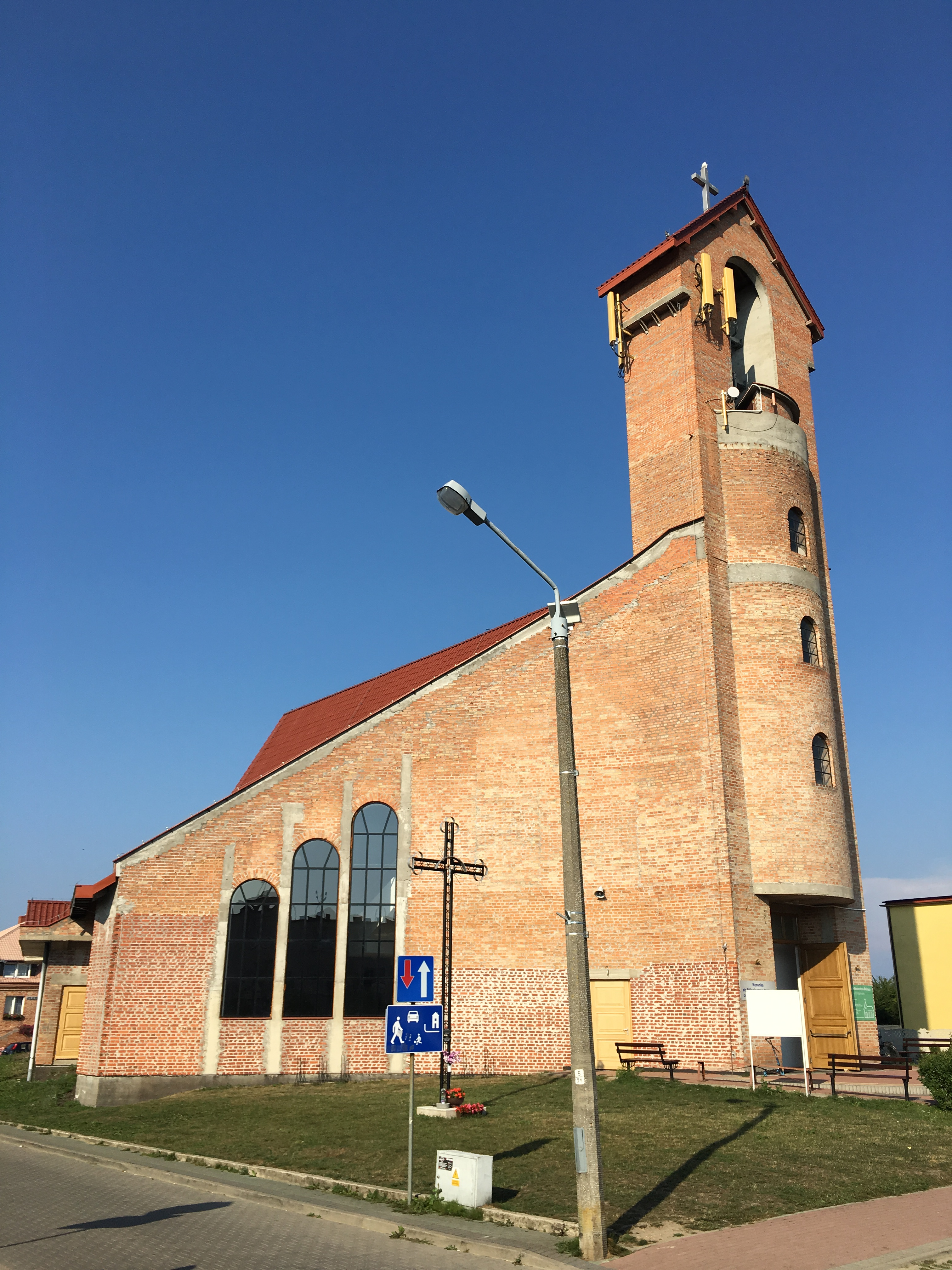
Pfarrkirche des Orts
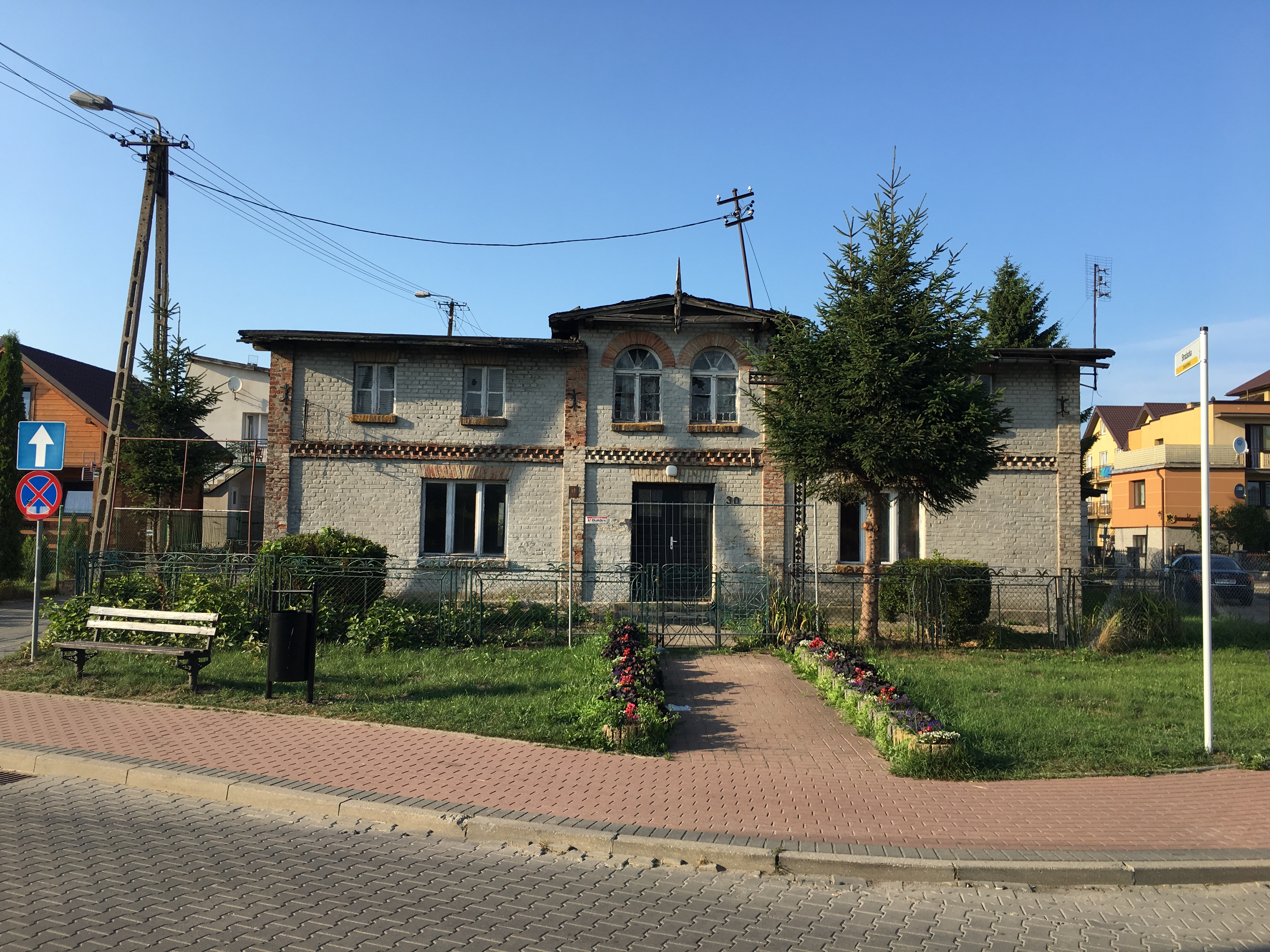
Ortstypisches Wohnhaus
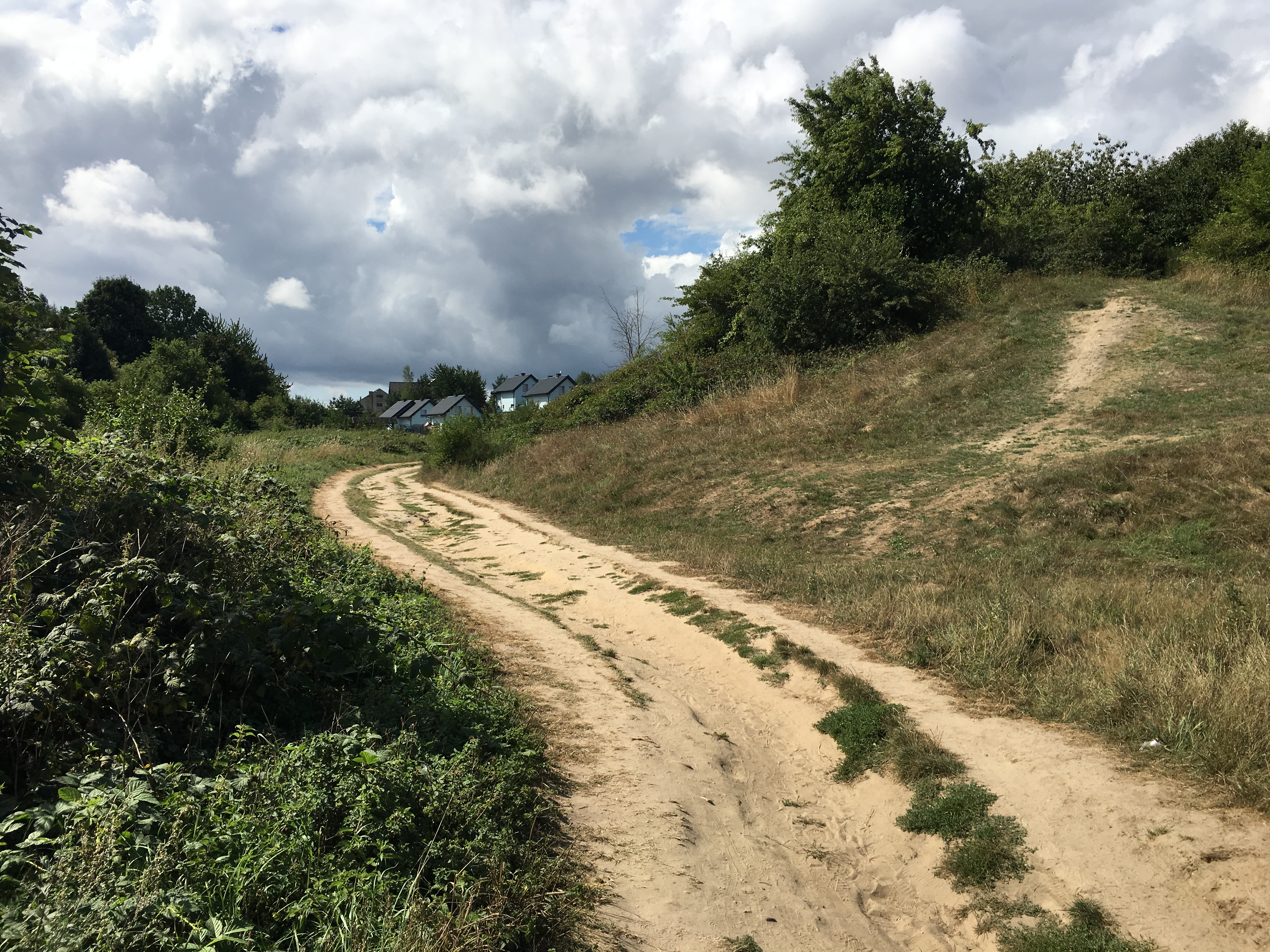
Dolina Chłapowska
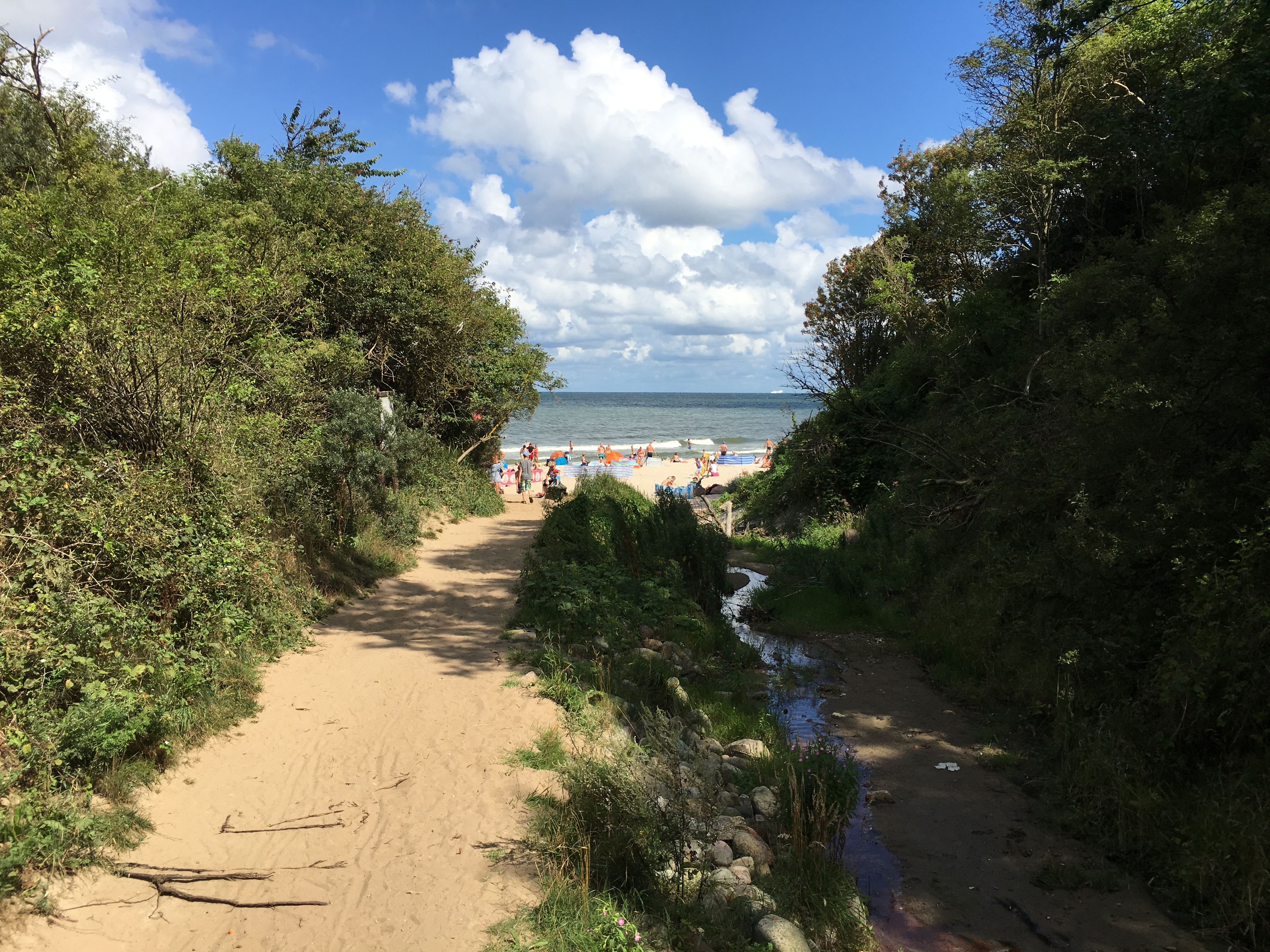
Dolina Chłapowska und Strand

## Verkehr
Die Woiwodschaftsstraße DW215 verläuft entlang der Küste von Karwia (Karwen) nach Władysławowo (Großendorf). Von ihr führen regelmäßig Wege zum Strand.
Władysławowo erhielt 1922 einen Bahnhof an der Bahnstrecke Reda–Hel (Rheda–Hela).
Der nächste internationale Flughafen ist Danzig.